# Баган (река)
Бага́н — река в Новосибирской области России. Длина реки — 364 км, площадь водосборного бассейна — 10700 км².

## Топоним
Надёжной этимологии происхождения гидронима нет, распространённые версии — от тюркского «баган» — «столб», или от индоевропейского «багно» — низкое топкое место. Река Баган действительно протекает по болотам, частью прерывается ими.

## Питание реки
Река протекает через множество озёр (Разбойное, Безымянное, Баган, Индерь). Некоторые участки пересыхают, впадает в бессточное озеро Ивановское. Питание реки преимущественно снеговое.
Болота в низовьях реки Баган объявлены водно-болотными угодьями международного значения.

## Населённые пункты
От истока к устью протекает вблизи с населённые пунктами: Озерки 6-е, Индерь, Баган, Довольное, Волчанка, Дружный, Новогорносталево, Барлакуль, Кукарка, Покровка, Палецкое, Баган и некоторых других.

## Данные водного реестра
По данным государственного водного реестра России относится к Верхнеобскому бассейновому округу, речной бассейн реки — Бессточная область междуречья Оби и Иртыша, водохозяйственный участок реки — бассейн Большого Топольного озера и реки Бурла.